# Loxomorpha
Loxomorpha é um gênero de mariposa pertencente à família Crambidae.